# Seitensprünge im Schnee
Seitensprünge im Schnee, auch bekannt unter dem Titel Skihaserl ahoi!, ist eine österreichisch-deutsche Wintersport- und Liebeskomödie von Siegfried Breuer. Die Hauptrollen spielen die Leinwanddebütantin Doris Kirchner, Heinz Engelmann, Jane Tilden und Erik Frey.

## Handlung
Wintersportmilieu in den Alpen. Thomas Enderlin begegnet im Urlaub eines Tages Susanne Schmächtig wieder, eine frühere Freundin. Sie ist mit ihrem Mann Paul angereist. Zwischen Susanne und Thomas beginnt es bald zu knistern, denn die alten Gefühle kochen wieder hoch, während zeitgleich ihr nicht minder untreuer Gatte ein Auge auf die deutlich jüngere, hübsche Lisa wirft. Alle Beteiligten finden sich in einer abgelegenen Pension ein, die eines Tages von einer Lawine getroffen wird, sodass man von der Außenwelt abgeschnitten ist. Diese Gelegenheit nutzen die Protagonisten zu einem verwechslungsreichen, leidlich amüsanten und mild erotischen Wer-mit-wem-Spiel, an dessen Ende sich schließlich die passenden Paare zusammenfinden.

## Produktionsnotizen
Die Dreharbeiten fanden im Atelier von Geiselgasteig bei München sowie mit Außenaufnahmen rund um Zürs in Österreich statt. Die Uraufführung erfolgte am 15. Dezember 1950 in Salzburg. Die deutsche Premiere fand am 12. Januar 1951 in München statt.
Friedrich Erban übernahm die Produktionsleitung, Christian Herrmann entwarf die Filmbauten.

## Kritik
Im Lexikon des internationalen Films heißt es: „… eine ansehnlich fotografierte Belanglosigkeit.“